# George Grey (ski)
Pour les articles homonymes, voir George Grey (homonymie) et Grey.
George Grey, né le 22 juillet 1979 à Sidcup, dans le Grand Londres, est un fondeur canadien.

## Carrière
Grey fait ses débuts en Coupe du monde à Otepää en janvier 2001. Il a obtenu son seul podium lors d'un sprint par équipe avec Alex Harvey en 2009 au Parc olympique de Whistler.

### Jeux olympiques d'hiver
| Épreuve / Édition | Sprint                           | Sprint                           | 15 km                            | 15 km                            | Poursuite 2 × 15 km | 50 km classique | Relais | Relais    |
| Épreuve / Édition | libre                            | classique                        | libre                            | classique                        | Poursuite 2 × 15 km | 50 km classique | Sprint | 4 × 10 km |
| JO 2006 Turin     |                                  | Épreuve inexistante à cette date | Épreuve inexistante à cette date | 31e                              | 25e                 | 44e             | 11e    | 11e       |
| JO 2010 Vancouver | Épreuve inexistante à cette date |                                  | 29e                              | Épreuve inexistante à cette date | 8e                  | 18e             |        | 7e        |

### Championnats du monde
Il aparticipé à cinq Championnats du monde entre 2003 et 2011, il a terminé à trois reprises dans les dix premiers dont deux en 2009, réalisant son meilleur résultat lors du relais 4 x 10 km, cinquième.

### Coupe du monde
- Meilleur classement général : 85e en 2009.
  - 1 podium par équipes.